# キャンディ・セッズ
「キャンディ・セッズ」（原題：Candy Says）は、ヴェルヴェット・アンダーグラウンドが1969年に発表した楽曲。サード・アルバム『ヴェルヴェット・アンダーグラウンド』の1曲目。タイトルの「Candy」は、アンディ・ウォーホルの「ファクトリー」で女優として活躍したトランスジェンダーのキャンディ・ダーリングからとられた。

## 概要
キャンディ・ダーリング（Candy Darling）は1961年、ロングアイランドのデヴァーン美容学校のクラスを受講し、それからますます女装に傾斜していった。マンハッタンへ電車で通い、5番街でホルモン療法を受けながら、憧れのジョーン・ベネットやキム・ノヴァクのような女優になることを夢見た。1963年/64年ころから Hope Slattery と名乗り（Slatteryは本名）、のちに「キャンディ・ダーリング」に改名した。
転機は1967年に訪れた。ダーリングは、アンディ・ウォーホールの「スーパースターズ」の一人であるジャッキー・カーティスが書いた舞台『Glamour, Glory and Gold』に出演していたが、ある深夜営業のクラブでカーティスといるときにウォーホールを紹介された。
ダーリングはすぐに彼の「スーパースターズ」に仲間入りし、彼女とトランスジェンダーの友人の Taffy Tits Terrifik（クライド・メルツァー）は、この年の11月に発売されたローリング・ストーンズのアルバム『サタニック・マジェスティーズ』に登場した。二人はアルバム2曲目の「魔王のお城」で「Candy and Taffy, hope you both are well」と歌われている。1968年にはウォーホールが制作した映画『フレッシュ』に出演した。
ヴェルヴェット・アンダーグラウンドは3枚目のアルバム制作のために、1968年11月から12月にかけてロサンゼルスのTTGスタジオでレコ―ディングを行った。「キャンディ・セッズ」についてルー・リードは後年のインタビューでこう語っている。
リードの意向により、「キャンディ・セッズ」はダグ・ユールがリード・ボーカルを務めた。1969年3月発売のアルバム『ヴェルヴェット・アンダーグラウンド』の1曲目に収録された。
ライブ・アルバム『Live at Max's Kansas City』（1972年5月発売）の2004年再発盤にライブ・バージョンが収録された。また、リードは2007年に公開されたコンサート映画『Berlin: Live at St. Ann's Warehouse』で、アントニー・アンド・ザ・ジョンソンズとともに歌唱、演奏している。